# Pablo Herrera
Pablo Herrera Barrantes (ur. 14 lutego 1987 w Alajueli) – kostarykański piłkarz występujący na pozycji obrońcy.

## Kariera klubowa
Herrera zawodową karierę rozpoczynał w 2006 roku w zespole LD Alajuelense. W sezonie 2007/2008 wywalczył z nim wicemistrzostwo Kostaryki, a w sezonie 2008/2009 wicemistrzostwo faz Invierno oraz Verano. Przez 3 lata rozegrał tam 81 spotkań i zdobył 6 bramek. W połowie 2009 roku przeszedł do norweskiego zespołu Aalesunds FK. W Tippeligaen zadebiutował 22 sierpnia 2009 roku w przegranym 1:3 pojedynku z Molde FK. 19 września 2009 roku w wygranym 3:0 spotkaniu z SK Brann strzelił pierwszego gola w Tippeligaen. W tym samym roku, a także dwa lata później, w 2011 roku zdobył z zespołem Puchar Norwegii. W ciągu trzech sezonów w barwach Aalesunds zagrał 28 razy i zdobył 5 goli. Po zakończeniu sezonu 2011 odszedł z klubu.
We wrześniu 2012 roku Herrera podpisał kontrakt z kostarykańskim zespołem CS Uruguay de Coronado.

## Kariera reprezentacyjna
W reprezentacji Kostaryki Herrera zadebiutował w 2007 roku. W 2009 roku został powołany do kadry na Złoty Puchar CONCACAF. Zagrał na nim w meczach z Salwadorem (1:2), Jamajką (1:0), Kanadą (2:2), Gwadelupą (5:1, gol) oraz Meksykiem (1:1, 3:5 w rzutach karnych). Z tamtego turnieju Kostaryka odpadła w półfinale.